# Щипці Маґілла
Щипці Маґілла або інтубаційні щипці (англ. Magill forceps) — спеціальні зігнуті щипці, які застосовують для полегшення інтубації трахеї чи постановки шлункового/кишкового зондів та видалення стороннього тіла дихальних шляхів. Названі на честь анестезіолога ірландського походження Сера Айвана Вайтсайда Маґілла.